# Alice i Ellen Kessler
Alice i Ellen Kessler (Nerchau, Saska, Njemačka, 20. kolovoza 1936.) blizanke su popularne u Europi, posebno u Njemačkoj i Italiji. One pjevaju, plešu i glume. Obično se zovu Kesslerove blizanke (Die Kessler-Zwillinge u Njemačkoj i Le Gemelle Kessler u Italiji).

## Karijera
Njihovi roditelji, Paul i Elsa, upisali su ih na satove baleta sa šest godina. Kada su imali 18 godina, njihovi roditelji upotrijebili su vize za posjetitelje kako bi pobjegli u Zapadnu Njemačku. Nastupale su na festivalu Lido u Parizu između 1955. i 1960. i predstavljale Zapadnu Njemačku na Pjesmi Eurovizije 1959. završivši na 8. mjestu s pjesmom Heute Abend wollen wir tanzen geh'n (Večeras želimo ići na ples). Zauzele su 8. mjesto od 11 pjesama s 5 osvojenih bodova.
U SAD-u nisu bili toliko popularne, ali su se pojavili u filmu Sodom and Gomorrah 1963. kao plesačice i te godine pojavile su se na naslovnici časopisa Life.
U Italiju su se preselile 1960., a u Njemačku su se vratile 1986. godine i trenutno žive u Grünwaldu. Dobile su dvije nagrade njemačke i talijanske vlade za promicanje njemačko-talijanske suradnje radom u šoubiznisu.

## Vanjske poveznice
|  | Zajednički poslužitelj ima još gradiva o temi Alice i Ellen Kessler |

- Alice Kessler u internetskoj bazi filmova IMDb-u (engl.)
- Ellen Kessler u internetskoj bazi filmova IMDb-u (engl.)